# 三叔丁基膦
三叔丁基膦是一种有机磷化合物，化学式为C12H27P。它可由叔丁基锂和三氯化磷反应制得。它和三(五氟苯基)硼在二氯甲烷中与二氟化氙反应，可以得到[tBu3PF][FB(C6F5)3]；若单独与二氟化氙反应，得到tBu3PF2。它和甲硫醚甲硼烷反应，可以得到三叔丁基膦甲硼烷。

## 延伸阅读
- Hellmut Hoffmann, Peter Schellenbeck. . Chemische Berichte. 1967-02, 100 (2): 692–693  [2022-04-25]. ISSN 0009-2940. doi:10.1002/cber.19671000241 （英语）.